# Vzpěradlo

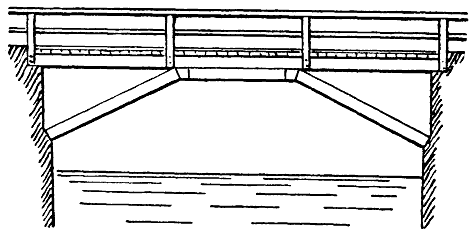
Vzpěradlová dřevěná lávka

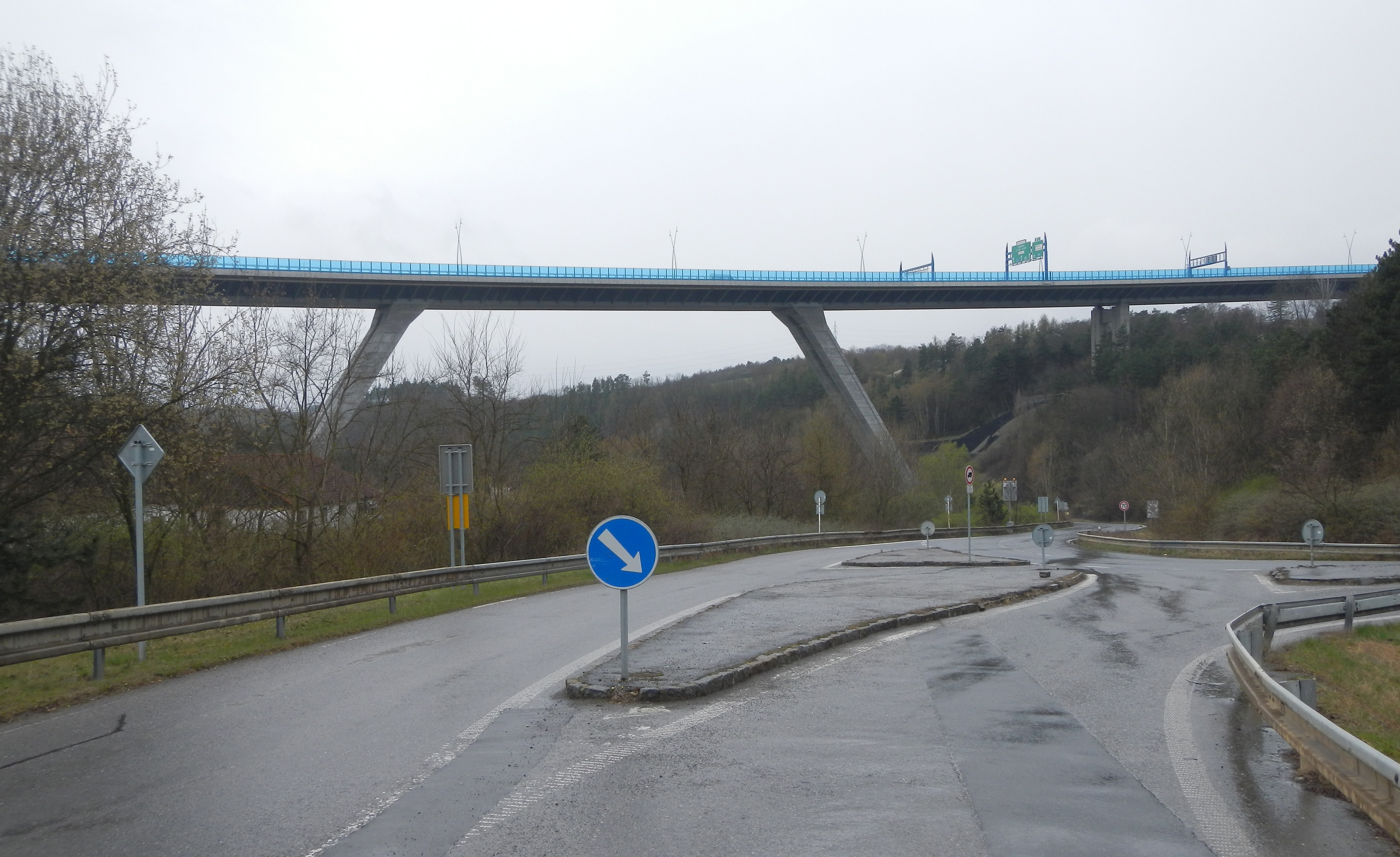
Lochkovský most – vzpěradlový most s pilíři

Vzpěradlo je statický a konstrukční systém využívaný pro nosné konstrukce, zejména krovů a mostů. Jedná se o druh prutové konstrukce s kloubovými či tuhými styčníky. Šikmé vzpěry podpírají vodorovný nosný prvek, např. trám v jednom či více bodech a zkracují tak rozpětí trámu. Použitím vzpěradla lze získat buď vyšší únosnost nebo lze překonat větší rozpětí. U krovů lze jeho použitím získat volný využitelný prostor pod vodorovným trámem, tzv. hambalkem, např. pro obytné podkroví. U mostů šikmé vzpěry nezasahují do překonávané překážky, jak by tomu bylo v případě použití svislých podpěr. 
Analogickými konstrukčními prvky jsou věšadlo, kdy je vodorovný nosný prvek zavěšen a vzpínadlo, které je v podstatě obráceným věšadlem.

## Typy spojů
V případě krovů a dřevěných konstrukcí lávek a mostů je spojení trámů zajišťováno tesařskými spoji (např. čepováním, osedláním, zajištěním tesařskými skobami apod.). Ze statického hlediska jde zpravidla o kloubové styčníky. U ocelových nebo betonových mostů bývají vzpěry pevně připojeny k vodorovnému trámu tzv. vetknutím.

## Jednoduché a dvojité vzpěradlo
Podle způsobu podepření a rozmístění vzpěradel lze popsat vzpěradlo jednoduché, u kterého se vzpěry setkávají uprostřed rozpětí vodorovného trámu, dvojité, u kterého je trám podepřen vzpěrami ve dvou místech a mezi nimi je krátký nosník – rozpěra, nebo trojité, které je kombinací jednoduchého a dvojitého vzpěradla a vodorovný trám je podpírán ve třech bodech.

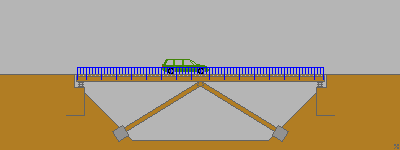
Jednoduché vzpěradlo
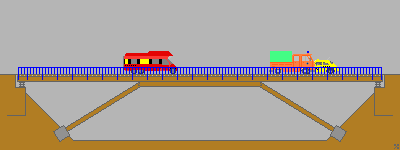
Dvojité vzpěradlo s rozpěrou
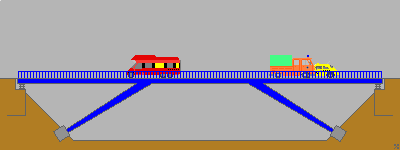
Dvojité vzpěradlo bez rozpěry